# Віктор Мануель
Віктор Мануель (ісп. Víctor Manuel San José Sánchez; нар. 7 липня 1947 року, Астурія, Іспанія) — іспанський співак. Він одружений з іспанською співачкою та акторкою Аною Белен з 1972 року. Він і його дружина вважаються символами іспанського перехідного періоду, а в його піснях і альбомах часто зустрічаються твори зі сміливими назвами, що мають соціальний і політичний зміст.

## Дискографія
- Víctor Manuel (Belter, 1969)
- Quiero abrazarte tanto (Phillips, 1970)
- Dame la mano (Phillips, 1971)
- Al diablo, con amor (Phillips, 1972)
- Víctor Manuel (editado en México) (1973)
- Verde (Phillips, 1973)
- Todos tenemos un precio (Phillips, 1974)
- Cómicos (Phillips, 1975)
- Víctor Manuel en directo (Phillips, 1976)
- Canto para todos (Phillips, 1977)
- Spanien (Amiga, 1977)
- Víctor Manuel 10 (Phillips, 1978)
- Soy un corazón tendido al sol (CBS, 1978)
- Luna (CBS, 1980)
- Ay amor (Sony - CBS, 1981)
- Por el camino (Sony - CBS, 1983)
- Víctor y Ana en vivo (Sony - CBS, 1983)
- El lanzador de cuchillos (Sony - CBS, 1984)
- En directo (Sony - CBS, 1985)
- Para la ternura siempre hay tiempo (Sony - Columbia, 1986)
- Qué te puedo dar (Ion Música / Ariola, 1988)
- Tiempo de cerezas (Ion Música / Ariola, 1989)
- El delicado olor de las violetas (Ion Música / Ariola, 1990)
- A dónde irán los besos (Ion Música / BMG-Ariola, 1993)
- Sin memoria (Ion Música / BMG-Ariola, 1996)
- Cada uno es como es (Ion Música / BMG-Ariola, 1999)
- Vivir para cantarlo (Ion Música / BMG-Ariola, 1999)
- El hijo del ferroviario (Ion Música / BMG-Ariola, 2001)
- El perro del garaje (Ion Música / Sony-BMG, 2004)
- No hay nada mejor que escribir una canción (Ion Música / Sony-BMG, 2008)
- Canciones regaladas (Ion Música / Sony-BMG, 2015)